# 丘斯皮山 (安卡什大區)
9°53′46″S 77°03′16″W / 9.89611°S 77.05444°W

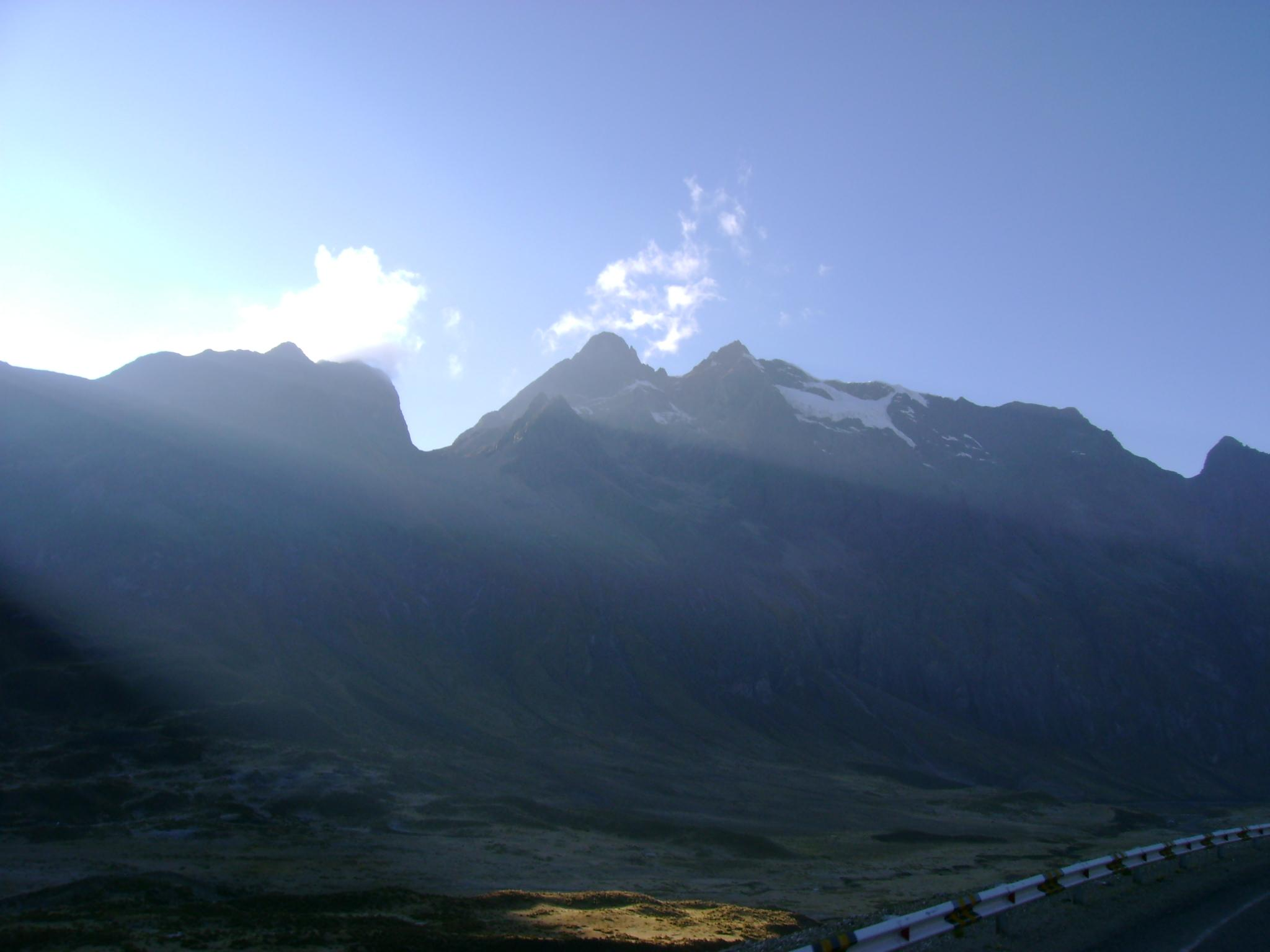

丘斯皮山（Chuspi），是秘魯的山峰，位於該國北部安卡什大區，由阿基亞區和瓦良卡區負責管轄，屬於瓦良卡山脈的一部分，海拔高度5,090米。